# Diego Mexía de Fernangil
Diego Mexía de Fernangil (Sevilla, España, ¿1565? – Villa Imperial de Potosí, Virreinato del Perú, enero de 1634), fue un poeta y traductor español que desarrolló su obra literaria en Perú, entonces sede de un inmenso virreinato dependiente del imperio español; asimismo estuvo en México aunque por breve tiempo. Integró la afamada Academia Antártica de la Ciudad de los Reyes o Lima. Su obra está constituida por la Primera y la Segunda parte del Parnaso Antártico; la primera parte fue publicada en Sevilla, en 1608, y la segunda se mantuvo inédita hasta el siglo XXI. Es reconocido como un acertado traductor de las Heroidas del poeta latino Ovidio.

## Biografía
En su ciudad natal, Sevilla, Mexía se consagró al comercio de libros. Posiblemente, hacia 1581 pasó al Nuevo Mundo junto con su familia. Llegó al Virreinato del Perú y se radicó en Lima, dedicándose al comercio.
En 1596 hizo un viaje a Virreinato de la Nueva España o México, que resultó muy accidentado. Sorprendido por una tormenta y fallecido un tripulante, Mexía decidió desembarcar en el primer puerto que tocó la nave, y con un cargamento de plata, caminó trescientas leguas hasta llegar a la Ciudad de México, donde permaneció por un año. En el transcurso de ese viaje y durante su estadía mexicana, tradujo en tercetos las Heroidas de Ovidio, versión que completó y pulió a su regreso a Lima entre 1598 y 1599, enviándola a España en 1603 y haciéndola imprimir en 1608, bajo el título de Primera parte del Parnaso Antártico.
En Lima asistió a las tertulias que realizaban los poetas y escritores de la Academia Antártica (entre ello Diego Dávalos Figueroa y Juan de Miramontes y Zuazola), y contribuyó a difundir el gusto por las letras clásicas y la poesía toscana. Usó el seudónimo de Delio.
Después de publicado el Parnaso Antártico, Mexía, afanoso por hacer fortuna, se dirigió a la opulenta Villa Imperial de Potosí (actualmente en Bolivia), donde la contemplación de las 153 estampas que sobre la vida y pasión de Cristo pintara el jesuita Jerónimo Natal, le inspiró la composición de igual número de sonetos, que luego aumentó hasta 200, con los que formó la Segunda Parte del Parnaso Antártico, dedicada al virrey Príncipe de Esquilache en 1617. Esta segunda parte se mantuvo prácticamente desconocida hasta que la estudió el polígrafo peruano José de la Riva Agüero y Osma en la Biblioteca Nacional de París. Una Tercera Parte fue anunciada por Mexía, pero no tenemos más referencias de ella.
Se sabe que Mexía vivió entre Lima y Potosí entre 1604 y 1609, llevando mercaderías y trayendo plata en barras o en monedas. En alguna parte de su obra menciona su plan de viajar a España (hacia 1606), pero no hay constancia de que lo haya cumplido. Y en algún momento de la década de 1610 decidió afincarse definitivamente en Potosí. Se sabe que en 1617 alternaba su oficio de mercader con el cargo de «ministro del Tribunal del Santo Oficio en la vista y corrección de libros», lo cual demuestra que era reconocido por su erudición.
No se sabía más datos de la vida posterior de Diego Mexía de Fernangil y se ignoraba hasta la fecha de su fallecimiento, hasta que una moderna investigación ha establecido que vivió los últimos 20 años de su vida en Potosí, donde falleció en enero de 1634.

## Obras
- Primera parte del Parnaso Antártico (Sevilla, 1608), en cuyos preliminares se insertó el anónimo Discurso en loor de la poesía[4] (cuya autoría atribuyó a una distinguida dama de Lima, cuya identidad ha sido motivo de harta polémica), y en el cual apareció su traducción de las Heroidas, de Ovidio, en verso español. Su título completo es Primera parte del Parnaso Antártico de Obras Amatorias. Con las veintiún epístolas de Ovidio, y el Ibín, en tercetos. Dirigidas a don Juan de Villela; oidor en la Chancillería de los Reyes por Diego Mexia, natural de la ciudad de Sevilla y residente en la de los Reyes en los Riquísimos Reinos del Perú.[5]
- Segunda parte del Parnaso Antártico, terminada en Potosí (1617) e integrada por una colección de poesías místicas[4] y sagradas.

Menéndez y Pelayo juzgó así su obra de traductor: 

Es el más fiel traductor de las Heroidas de Ovidio que hasta ahora ha logrado nuestra lengua, traductor fiel no tanto a la letra como al espíritu poético lánguido y muelle del original; hábil en la expresión de los efectos y ternezas de amor; versificador desigual y negligente, en quien no son raros los aciertos exquisitos contrapesados por gran número de prosaísmos y locuciones forzadas.

## Análisis crítico
A decir de Luis Alberto Sánchez, la obra lírica de Mexía se caracteriza por «una gran fluidez en el verso y auténtica gracia en las metáforas». Su traducción de las Heroidas es considerada hasta hoy como una de las más logradas traslaciones del latín al castellano de los versos del poeta Ovidio. El acierto poético no sólo es reflejo natural de la poesía ovidiana, sino, muy evidentemente, un logro del traductor.
Las Heroidas es una obra de Ovidio compuesta por 21 cartas o epístola de amor ficticias, dirigidas por heroínas mitológicas a sus amantes. En la primera de esas epístolas, «De Penélope a Ulises», Mexía acierta al exponer la pesadumbre de la esposa abandonada:

No abrazaría el aire vanamente
En el desierto lecho, ni sintiera
El frío de la noche y del ausente.

No me quejare que mil siglos era
Un día en esta ausencia, imaginando
Que el sol se detenía en su carrera,

Ni las manos viudas macerando
 Tejiera esta tela, con que peno,
Por ir las noches y horas engañando.

Yo, que gozaba fresca primavera
Cuando partiste, y la madeja de oro
En mis cabellos se mostraba entera.

Perdido hallarás aquel decoro
De mi belleza antigua, y vuelto en plata,
Que ya acabó tu ausencia este tesoro
Y el veloz tiempo todo lo maltrata.

La más expresiva de todas las epístolas es la de «Fedra a su hijastro Hipólito», donde aparecen, entre otros, los siguientes versos:

Amémonos los dos desta manera:
Seamos deste número dichoso
Y habrá en el bosque eterna primavera.

Que si el fruto de Venus amoroso
Del Bosque quitas, toda su frescura
Se ha de volver en párrafo enfadoso.

En la Segunda Parte del Parnaso Antártico, que permaneció varios siglos inédita, el poeta se muestra sumamente piadoso y hasta místico. Contiene sonetos de la más profunda inspiración cristiana, como aquel que empieza así:

Todas las veces que, por mi deshecho,
Dulce Jesús, en esa cruz os miro.

Pero sin duda destaca una larga composición escrita en tercetos endecasílabos y titulada: «Epístola y Dedicatoria de la égloga intitulada el Dios Pan, en loor del Sanctissimo Sacramento de la Eucaristia, dirigida a don Diego de Portugal, del Consexo del Rey nuestro Señor, y su Presidente en la Real Audiencia de los Charcas», o simplemente «Epístola a don Diego de Portugal», que escribió en Andamarca, lugar donde, según las crónicas, el inca Huáscar fue ejecutado por orden de su hermano Atahualpa. Mexía relata los últimos días del imperio incaico y se lamenta en un tono elegíaco que recuerda a Jorge Manrique y A las ruinas de Itálica de Rodrigo Caro:

Como las tiernas hierbas florecientes,
Los uno nacen, otros son cortados,
Y van con los pasados los presentes.

Los cabellos que ayer fueran dorados,
Hoy plata, mañana serán lodo,
Y en sempiterno olvido sepultados.

Mexía, que cree en los presagios y castigos celestiales, nos muestra también en su Epístola su temor al castigo divino por las atrocidades cometidas por los conquistadores:

Basta decir que el nombre se blasfema
de cristianos, y a muchos es odioso
y es recibido ya como anatema.

¿Pues a sus cuerpos? Caso es espantoso
ver las grandes miserias que sobre ellos
vienen por nuestro imperio poderoso.

También es interesante que intercale alusiones a diversos episodios de la época colonial, como la erupción del Pichincha de 1566; la guerra de las alcabalas de Quito de 1592-93; los terremotos de La Paz (1586) y Lima (1609); las incursiones de los corsarios Drake, Cavendish, Spilbergen; la epidemia de viruela que causó gran mortandad en tiempos del virrey conde de Villardompardo, etc.